# Time in a Bottle
Time in a Bottle (El tiempo en una botella en español) es una canción compuesta en 1973 por el cantante de rock y folk estadounidense Jim Croce, que alcanzó el número 1 en el Billboard Hot 100. 
Fue compuesta en 1973, año en el que el autor, Jim Croce, falleciera en un trágico accidente de avión. Lamentablemente, alcanzó la fama un año después, en 1974 y fue lanzada en el sencillo "Jim Croce", junto con «I'll Have to Say I Love You in a Song», «I got a Name» y «Recently», todas composiciones de Jim Croce.
La canción aparece en la película X-Men: días del futuro pasado cuando Peter Maximoff/Quicksilver, utilizó sus poderes de supervelocidad para ayudar a escapar de El Pentágono a Charles Xavier/Profesor X, Erik Lehnsherr/Magneto y Wolverine, desviando las balas de los guardias y haciendo que se golpearan ellos mismos con resultados graciosos y divertidos.
En 1992, el cantante guatemalteco Ricardo Arjona incluyó un cover de esta canción en su álbum Animal Nocturno.

## Posicionamiento

### Gráfica semanal
| Gráfica (1973–74)                         | Pico de posición |
| ----------------------------------------- | ---------------- |
| Australia (Kent Music Report)             | 60               |
| Canadá (RPM Top Singles)                  | 1                |
| Canadá (RPM Pop Music Playlist)           | 1                |
| Estados Unidos (Billboard Hot 100)        | 1                |
| Estados Unidos (Billboard Easy Listening) | 1                |
| Estados Unidos (Cash Box Top 100 Singles) | 1                |

### Gráfica de fin de año
| Gráfica (1974)                            | Pico de posición |
| ----------------------------------------- | ---------------- |
| Australia (Kent Music Report)             | 139              |
| Canadá (RPM Top Singles)                  | 39               |
| Estados Unidos (Billboard Hot 100)        | 24               |
| Estados Unidos (Billboard Easy Listening) | 7                |
| Estados Unidos (Cash Box Top 100 Singles) | 36               |

## Certificaciones y ventas
| País                  | Certificación | Ventas  |
| --------------------- | ------------- | ------- |
| Estados Unidos (RIAA) | Oro           | 500 000 |
| Reino Unido (BPI)     | Plata         | 200 000 |